# Dirk Bahrenfuss
Dirk Bahrenfuss (* 25. März 1969 in Kiel) ist ein deutscher Richter und Verwaltungsjurist. Er ist seit 2022 Präsident des Schleswig-Holsteinischen Oberlandesgerichtes.

## Leben

### Ausbildung
Bahrenfuss schloss nach dem Abitur eine Ausbildung als Bankkaufmann ab und leistete den Grundwehrdienst. Danach studierte er ab 1991 Rechtswissenschaften und Volkswirtschaftslehre an der Christian-Albrechts-Universität zu Kiel und legte das erste juristische Staatsexamen im Dezember 1995 ab. Nach einer Tätigkeit als wissenschaftlicher Mitarbeiter in der Juristischen Fakultät folgte ab Februar 1998 das Referendariat beim Landgericht Kiel und das Ablegen der Großen Staatsprüfung im Mai 2000.
Er wurde mit einer Arbeit über „Die Entstehung des Aktiengesetzes von 1965“ zum Dr. iur. promoviert.

### Laufbahn
Er trat Mitte Juli 2000 in den Justizdienst des Landes Schleswig-Holstein ein. Dort war er an mehreren Amtsgerichten und am Landgericht Kiel tätig und ab 2005 zunächst im Rahmen einer Abordnung im Ministerium für Justiz des Landes Schleswig-Holstein tätig. Dort war er als Referent tätig und wurde für eine mehrmonatige Tätigkeit von 2009 bis 2010 an das Schleswig-Holsteinische Oberlandesgericht versetzt. Danach war er wieder im Ministerium tätig und wurde 2019 Referatsleiter und stellvertretender Leiter der Rechtsabteilung. Am  1. April 2018 übernahm die Leitung der Abteilung „Rechts- und justizpolitische Angelegenheiten, Gerichte und Staatsanwaltschaften, Gnadenwesen“, die er seit Juni 2017 bereits kommissarisch geleitet hatte. In der Funktion hatte er zuletzt das Amt eines Ministerialdirigenten inne und übte diese Tätigkeit bis Ende 2021 aus.
Am 1. Januar 2022 wurde er zum Präsidenten des Schleswig-Holsteinischen Oberlandesgerichtes ernannt. Er folgte auf Uta Fölster, welche zuvor in den Ruhestand getreten war.